# ميريام بريانت (كاتب)
ميريام بريانت (بالسويدية: Miriam Bryant) (و. 1991  م) هي مغنية، وكاتبة غنائية سويدية، ولدت في غوتنبرغ، بدأت مشوارها المهني سنة 2011.

## روابط خارجية
- ميريام بريانت على موقع IMDb (الإنجليزية)
- ميريام بريانت على موقع ميوزك برينز (الإنجليزية)
- ميريام بريانت على موقع أول ميوزيك (الإنجليزية)
- ميريام بريانت على موقع ديسكوغز (الإنجليزية)
- ميريام بريانت على موقع قاعدة بيانات الفيلم (الإنجليزية)